# Christian Schouboe
 Der er flere personer med dette navn, se Christian de Schouboe.
Christian Schouboe (1686 i Odense – begravet 10. februar 1735 i Odense) var en dansk landsdommer og etatsråd, bror til Oluf Borch de Schouboe.
Han var søn af borgmester i Odense Jens Christensen Schouboe og Margrethe West.
Han er begravet i Sankt Knuds Kirke.